# Deuxième expédition du Kamtchatka

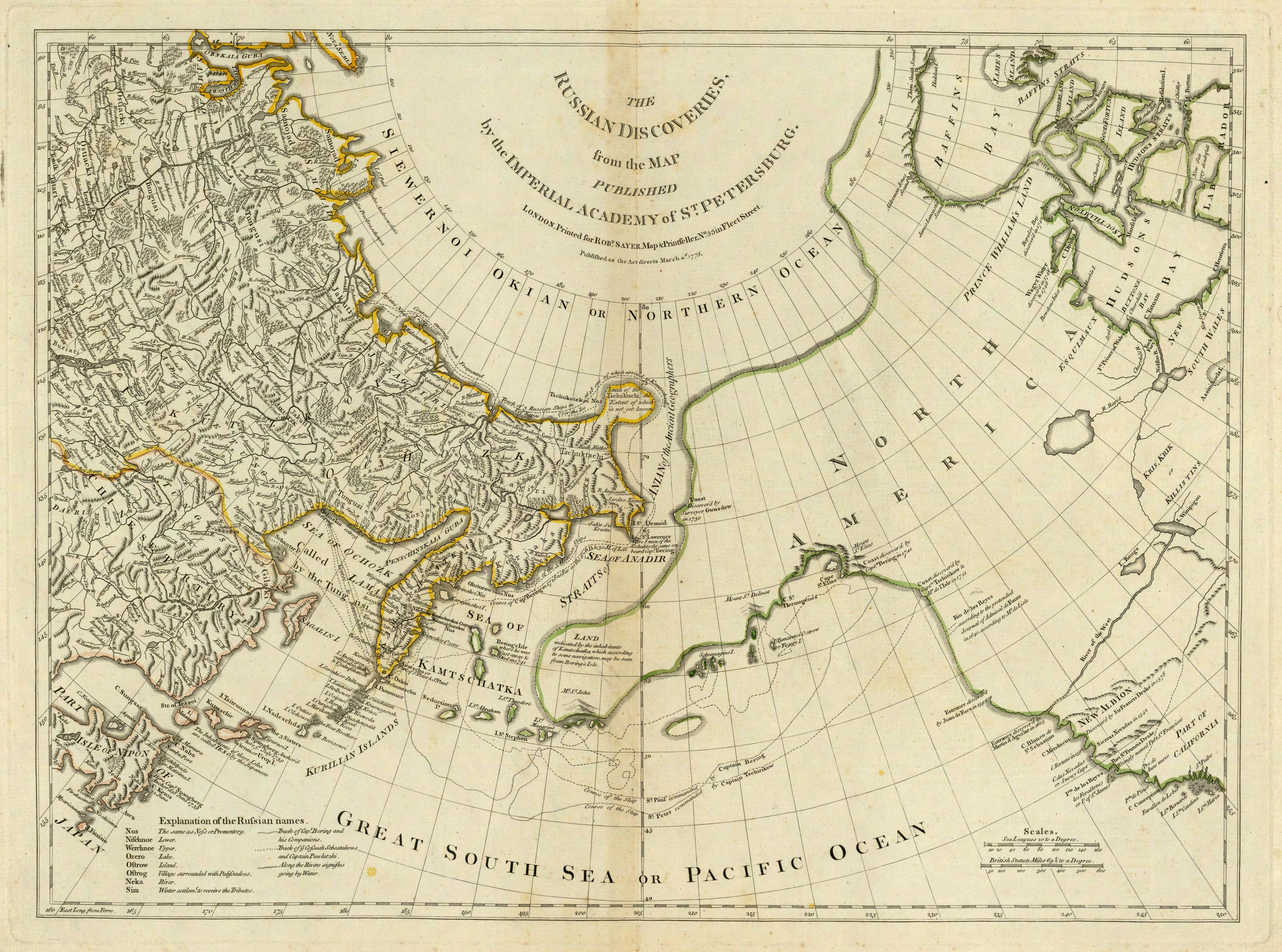
Un des résultats les plus importants de l'expédition fut la cartographie de l'extrémité Nord Est de l'Asie.

La deuxième expédition du Kamtchatka ou Grande Expédition du Nord est une mission d'exploration et de recherche scientifique qui fut menée entre 1733 et 1743 par l'officier de marine Vitus Béring et dont les participants explorèrent une partie de la Sibérie, les côtes nord de la Russie et les routes maritimes entre Okhotsk et l'Amérique du Nord et le Japon.
Parmi les résultats tangibles de l'expédition, figurent la découverte de l'Alaska, des îles Aléoutiennes, des îles du Commandeur et l'île Béring, la cartographie exacte des côtes du nord et nord-est de la Russie, la réfutation de la légende d'habitants légendaires du Nord-Pacifique et une étude ethnographique, historique et biologique de la Sibérie et du Kamtchatka. L'expédition mit également fin au rêve d'un passage du Nord-Est — recherché depuis le début du XVIe siècle — permettant de contourner par voie de mer l'extrémité nord-est de l'Asie.
La deuxième expédition du Kamtchatka avec ses 3 000 participants directs et indirects fut l'une des plus grandes expéditions de l'histoire. Le coût total de l'entreprise financée par la couronne russe se monta à la somme incroyable pour l'époque de 1,5 million de roubles soit à peu près un sixième des revenus de la Russie en 1724.
Compte tenu son ampleur et de son impact, l'expédition est parfois désignée comme « la grande expédition nordique ».

## Personnages majeurs liés à l'expédition
- Vitus Béring & Alexeï Tchirikov : 1733-1742
- Johann Georg Gmelin & Gerhard Friedrich Müller : 1733-1743
- Stepan Kracheninnikov : 1737-1741
- Martyn Spanberg & Vilim Valton (ainsi qu'Ivan Fedorov & Mikhaïl Gvozdev) : 1738-1739
- Alexeï Shelting : 1742
- Fedor Minine : 1738-1740
- Dmitri Sterlegov : 1740
- Vassili Prontchichtchev : 1735-1736
- Khariton Laptev : 1739-1742
- Nikifor Tchekine : 1740-1741
- Semion Tcheliouskine : 1741-1742
- Peter Lassinius : 1735
- Dmitri Laptev : 1736, 1739-1741
- Georg Steller : 1738-1746
- Jakob Lindenau : 1741
- Friedrich Plenisner : 1741
- Dmitri Leontievitch Ovtsyn

Autres personnages liés à la campagne expéditionnaire :
- Johann Christian Berckhan
- Daniel Bernoulli
- Nicolas Delisle
- Louis de l'Isle de la Croyère
- Johann Georg Duvernois
- Johann Fischer
- Andreï Krassilnikov
- Johann Wilhelm Lürsenius
- Stepan Malyguine et Alexeï Skouratov
- Sven Waxell